# Союз 7К-ЛОК

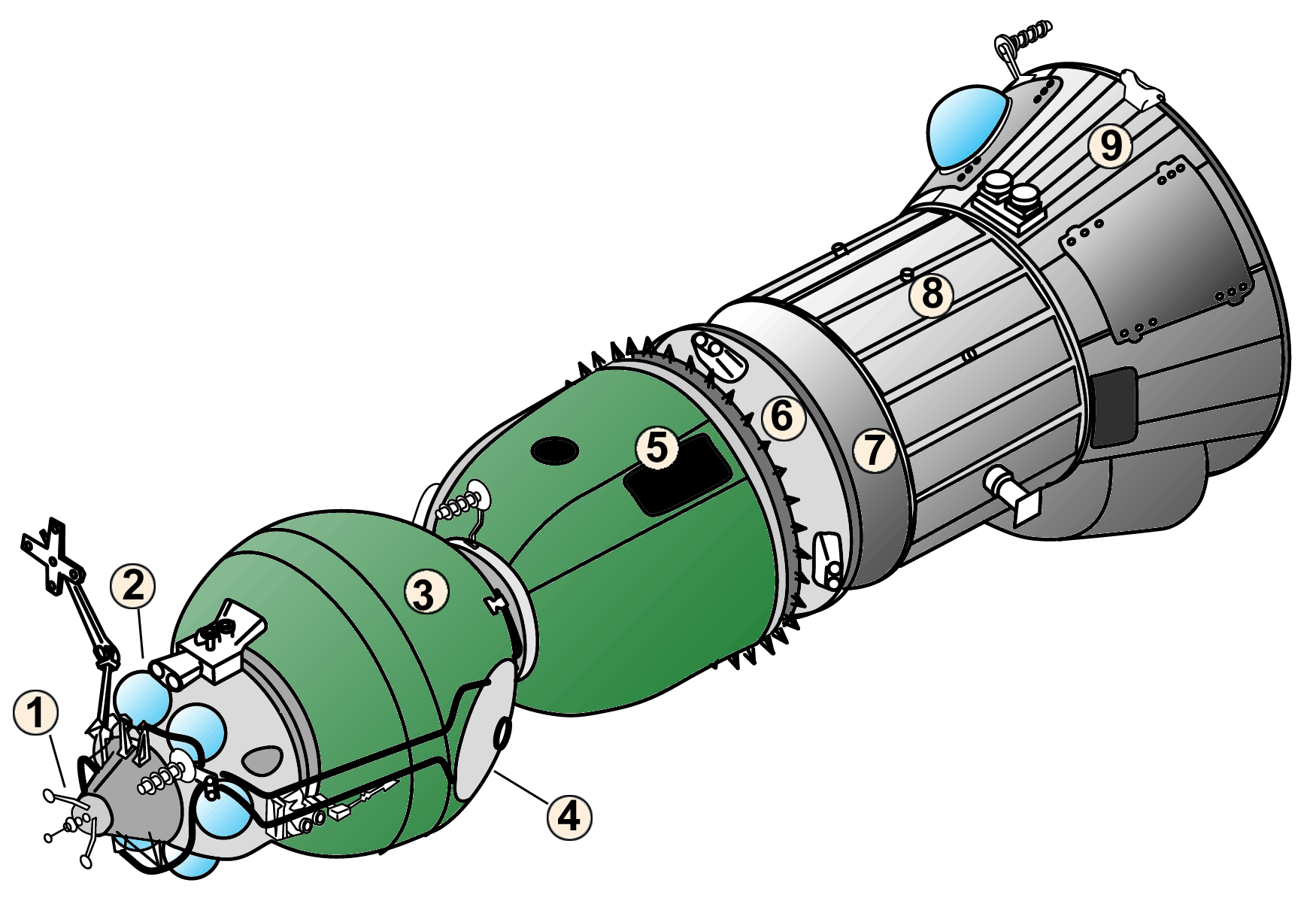
7К-ЛОК

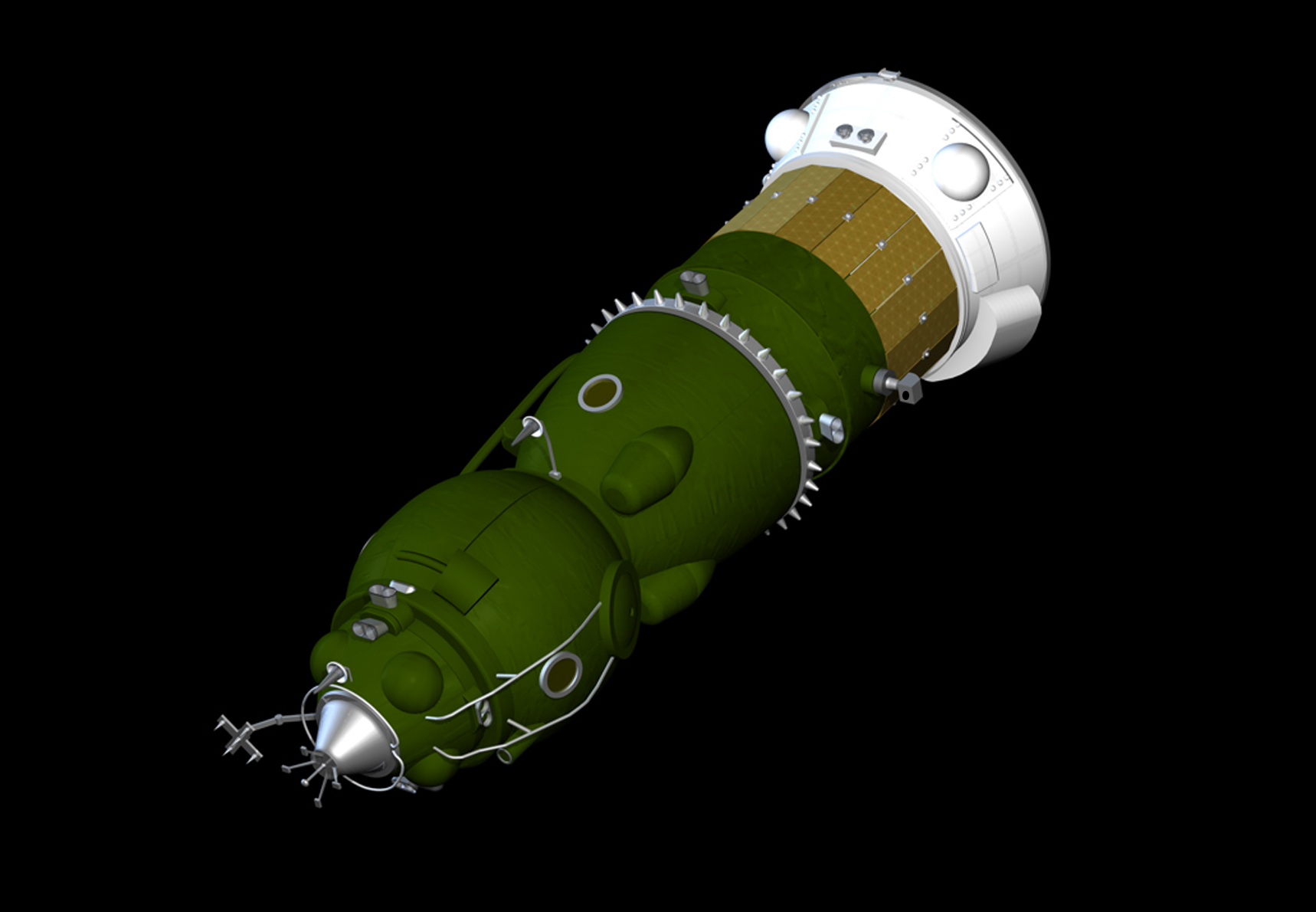
комп'ютерна модель 7К-ЛОК

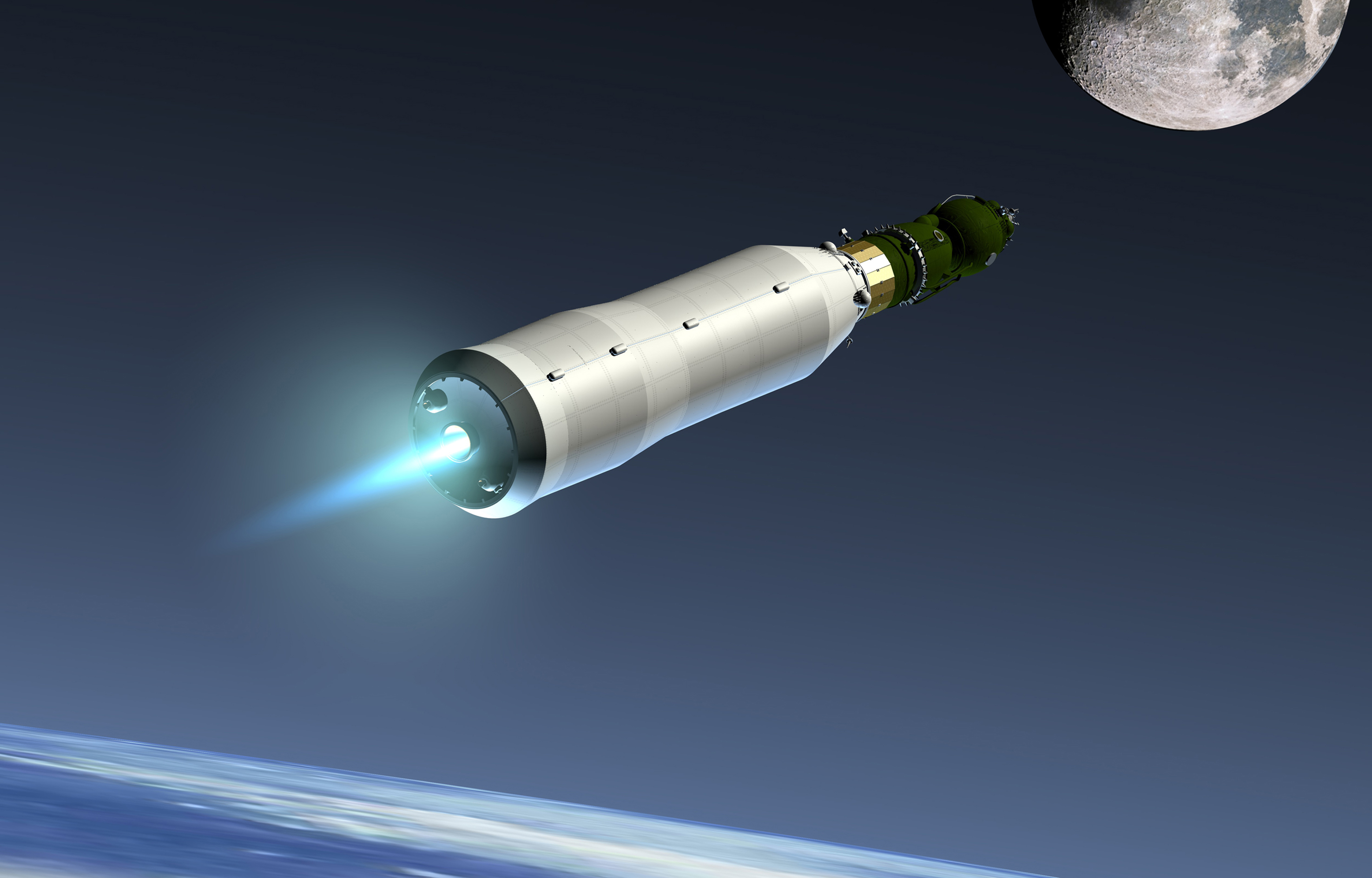
комп'ютерна модель виходу 7К-ЛОК на орбіту

«Союз-7К-ЛОК» (11Ф93) — радянський міжпланетний корабель був розроблений для запуску космонавтів від Землі на орбіту навколо Місяця, доставку місячного корабля. Проєкт розвивався паралельно проєкту Союз-7К-Л1.
ЛОК — (рос."Лунный орбитальный корабль") мав доставити двох космонавтів на навколомісячну орбіту, виконуючи роль «носія» місячного корабля, який доставляв 1 космонавта на поверхню місяця, а після закінчення робіт на поверхні Місяця мав повернути космонавтів на Землю.

## Історія створення
У грудні 1962 ДКБ-1 представило в ГКОТ узгоджені з Головними конструкторами «Вихідні дані й основні технічні вимоги на проєктування стартового комплексу для ракети Н1». 13 листопада 1963 Комісія ВРНГ СРСР своїм рішенням схвалила міжвідомчий графік розробки проєктної документації для комплексу споруд, необхідних для льотного відпрацювання РН Н1, виключивши саме будівництво і матеріально-технічне забезпечення.
Постановою Уряду від 24 грудня 1963 визначені виробники і постачальники агрегатів і систем стартовій позиції та комплексу спеціального наземного технологічного устаткування. У той же час пропозиції Міністерства Оборони СРСР про необхідні асигнування затверджені не були, а виділених на 1965 р. у розмірі однієї третини від необхідних на будівельно-монтажні роботи було явно недостатньо.
На початок 1964 загальне відставання робіт від передбачених термінів склало 1-2 роки і було настільки відчутним, що Постановою від 19 червня 1964 термін початку ЛКВ перенесено на 1966.
У Постанові від 3 серпня 1964 вперше було визначено, що найважливішим завданням в дослідженні космічного простору за допомогою ракети-носія Н1 є освоєння Місяця з висадкою експедицій на її поверхню і подальшим поверненням їх на Землю.
Ракетний комплекс до складу якого входили РН Н1 і місячна система для посилки на поверхню Місяця з подальшим поверненням на Землю екіпажу у складі двох осіб (посадка на Місяць передбачала однієї людини) отримав позначення Н1-Л3.

Порівняння Apollo CSM та ЛОК

7К-ЛОК в комплексі Л3

Основними розробниками місячної системи Л3 були:
- — ДКБ-1 — головна організація для системи в цілому, з розробки ракетних блоків Г і Д, двигунів для блоку Д і розробки місячного (ЛК) і місячного орбітального (ЛОК) кораблів;
- — ДКБ-276 (Н. Д. Кузнєцов) — з розробки двигуна блоку Г;
- — ДКБ-586 (М. К. Янгель) — з розробки ракетного блоку Е місячного корабля і двигуна цього блоку;
- — ДКБ-2 (А. М. Ісаєв) — з розробки рухової установки (баки, ПГ системи і двигун) блоку І місячного орбітального корабля;
- — НДІ-944 (В. І. Кузнєцов) — з розробки системи управління системи Л3;
- — НДІ-885 (М. С. Рязанський) — з радіовимірювального комплексу;
- — Продукції ВО Спецмаш (В. П. Бармін) — з комплексу наземного обладнання системи Л3.

Були визначені і терміни початку ЛКВ — 1966 р. і здійснення експедиції 1967—1968 рр..

## Реалізація програми
Початку робіт передували дослідження з вибору принципової схеми місячної системи Л3, її основних характеристик, застосовуваних компонентів палива, а також характеристик РН, що забезпечують розв'язання задачі.
Після вибору принципової схеми системи Л3 основна увага при проєктуванні було приділено вибору компонентів палива блоків та їх двигунів з урахуванням енергетичних характеристик, накопиченого досвіду розробки, заданої надійності і термінів створення.
Роботи зі створення водневих двигунів, що проводилися ДКБ-2 і заводом «Сатурн» (А. М. Люлька), знаходилися на початковій стадії, була відсутня стендова випробувальна база. Готовність цих двигунів в задані терміни не забезпечувалася. Для блоку Г найбільш оптимальним виявився двигун на компонентах «кисень-гас» з тягою 40 тс, що використовується на блоці
У РН для блоку Д — двигун на компонентах «кисень-гас» тягою 8,5 тс, що розробляється ДКБ-1 для ракети ГР-1 (8К713). Оскільки для малих запасів палива енергетичні характеристики низькокиплячих і висококиплячих окислювачів практично рівні, а до ракетних блокам місячного і місячного орбітального кораблів пред'являються вимоги високої експлуатаційної надійності при тривалому перебуванні в космосі з урахуванням їх багаторазових запусків, як компоненти палива були обрані двигуни на "АТ + НДМГ "з тягою до 800 кгс для ЛОК і з тягою 2 тс з дроселюванням тяги до 800 кгс для ЛК (обидва з дублюванням).

## Конструкція
Система Л3 складалася з розгінних ракетних блоків Г і Д, ЛОК (власне корабель і ракетний блок І) і ЛК (власне корабель і ракетний блок Е), головного обтікача, (силовий каркас при наземній експлуатації та захист системи від аеродинамічного та теплового впливу при проходженні щільних шарів атмосфери), скидуваної при досягненні певних швидкісних напорів, рухової установки системи аварійного порятунку (САП), що забезпечує відведення спускного апарата ЛОК від аварійної РН.
ЛОК радикально відрізняється від інших космічних апаратів серії Союз у всьому. Модуль ПВ відрізнялися від основного в Союз-7К-ОК в тому, що на ньому розташована система стикування Контакт, системи управління модулем, а купол дозволяє космонавту робити ручне візуальне стикування з ЛК місячного посадкового модуля. Спусковий апарат мав форму аналогічну Союз-7К-ОК, але був значно важчим, за будь-який 7К-ОК, що запускався на навколоземну орбіту, або Союз-7К-Л1, що літав на навколомісячну орбіту й повертався на землю. ПВ/СА сервісний модуль радикально відрізняється від інших в серії Союз. Це демонструє наявність Блоку І — паливного блоку, з набагато потужнішим двигуном і більшим запасом палива (необхідним для маневру сходу з місячної орбіти). Живлення корабля здійснювалося від киснево-водневих паливних елементів, що було вперше для радянських космічних кораблів.
Місячний орбітальний корабель складався зі спускного апарата, побутового відсіку, на якому був розташований спеціальний відсік з двигунами орієнтації та причалювання і агрегатами системи стикування, приладно-агрегатного відсіку циліндричної форми з конічною «спідницею», в якій розміщувався ракетний Блок І. Побутовий відсік служив одночасно шлюзовою камерою при переході космонавта у місячний корабель через відкритий космос (після надягання місячного скафандра «Кречет»).

### Побудова та підготовка ЛОК
Виготовлення головного блоку комплексу Н1-Л3 було доручено ЗЕМ (ЛОК, ЛК, блок Д, верхній перехідником, збірка системи Л3 і головного блоку в цілому, контроль геометричних параметрів головного блоку і комплексу в цілому); заводу ім. Хрунічева (В. І. Челомей) головний обтікач; заводу «Прогрес» блоку Г.
Виготовлення блоку Д і ЛОК особливих труднощів не становило, тому що в цей час виготовлявся аналогічний блок Д для системи Л1, а відсіки ЛОК (ПВ, СА, ПАТ) були аналогічні відповідним відсікам КК 7К-ОК.
Підготовка виробництва ЛК, блоку двигунів орієнтації та енерговідсіку проводилася в повному обсязі.
Збірка ЛОК з транспортабельних елементів, остаточне збирання ЛК, роботи з блоками Г і Д, збірка обтікачів, контроль геометричних параметрів та проведення пневмоелектровипробуваннь здійснювалися в монтажно-випробувальному корпусі космічних об'єктів.
Відпрацювання систем розділення блоків РН, здійснювалася на ТП в МВК РН.
Відпрацювання систем розстикування ЛК і ЛОК в штатних та аварійних ситуаціях, систем стикування, відділення блоку Д і розділення його елементів у повному обсязі були виконані на виробничих площах ЗЕМ.
Експериментальне відпрацювання пневмогідравлічних систем ДУ підтвердило їх надійну роботу при тривалому перебуванні в умовах невагомості.
Блок Д успішно пройшов випробування в умовах космосу за програмою Л1: (запуски космічних апаратів «Зонд-4» 2 березня 1968 р., «Зонд-5» 16 вересня 1968 р. і «Зонд-6» 10 листопада 1968 р. і ЛК з ракетним блоком Е на орбіту ШСЗ в складі об'єкта Т2К 24 листопада 1970, 26 лютого і 12 серпня 1971).

## Льотно-конструкторські випробування
«Союз-7-K-ЛОК» здійснив два польоти у безпілотному варіанті.
1-й політ під назвою «Космос-382» відбувся 2 грудня 1970 за скороченою програмою, тому що апарат був виведений на орбіту ракетою-носієм «Протон-K».
2-й та останній політ «Союз-7К-ЛОК» відбувся 23 листопада 1972. Ракета «Н1», що виводила корабель, вибухнула на 107 секунді польоту. «Союз-7-K-ЛОК» завдяки аварійній системі був врятований, але після цього старту «загинула» сама «місячна» програма.

## Перспективне майбутнє
Хоча апарат ніколи не побував в реальних космічних польотах, розглядалася можливість здійснення спільних російсько/європейських польотів на орбіту навколо Місяця, що могло бути відповіддю на згодом скасовану програму НАСА «Сузір'я», хоч це вже мав бути якісно інший апарат, але все ж на основі корабля 7К-ЛОК, з великою схожістю на модифікацію Союз TMA (панелі сонячних батарей, система стикування і системи обміну інформацією і так далі). 
Ідея ж туристичних польотів в співпраці з компанією Space Adventures практичного вираження не отримала.

## Також
- Програма Н1-Л3
- Комплекс Н1-Л3
- Місячний корабель